# Темпомат
Темпоматът (CCS, на английски Cruising Control System) е устройство, който поддържа постоянна скорост на возилото, независимо дали превозното средство се движи по равна или наклонена повърхност. Шофьорът не трябва да натиска педала на газта, защото регулирането на скоростта се провежда автоматично.